# Gregory Isaacs
Gregory Anthony Isaacs (Kingston, 15 juli 1950 – Londen, 25 oktober 2010) was een Jamaicaans reggae-artiest. Zijn bijnaam was Cool Ruler.
Isaacs was in de jaren '70 een van de populairste artiesten in Jamaica. Toen Isaacs begin jaren '80 een contract tekende bij Island Records kreeg hij zijn grootste succes met het album Night Nurse. 

## Overlijden
Isaacs overleed in de nacht van 24 op 25 oktober 2010 op 60-jarige leeftijd aan de gevolgen van longkanker.